# Goven
Goven (en bretó Goven, en gal·ló Govaen) és un municipi francès, situat a la regió de Bretanya, al departament d'Ille i Vilaine. L'any 2006 tenia 3.687 habitants. Limita amb els municipis de Guichen, Baulon, Lassy, Bruz, Chavagne, Bréal-sous-Montfort i Saint-Thurial.

## Demografia
| 1962                                       | 1968  | 1975  | 1982  | 1990  | 1999  |
| ------------------------------------------ | ----- | ----- | ----- | ----- | ----- |
| 1.690                                      | 1.763 | 2.149 | 2.270 | 2.638 | 2.967 |
| Des de 1962: població sense dobles comptes |       |       |       |       |       |

## Administració
| Període   | Identitat         | Partit |
| --------- | ----------------- | ------ |
| 1995-2008 | Marcel Petry      |        |
| 2008-     | Philippe Gourronc |        |

## Galeria d'imatges

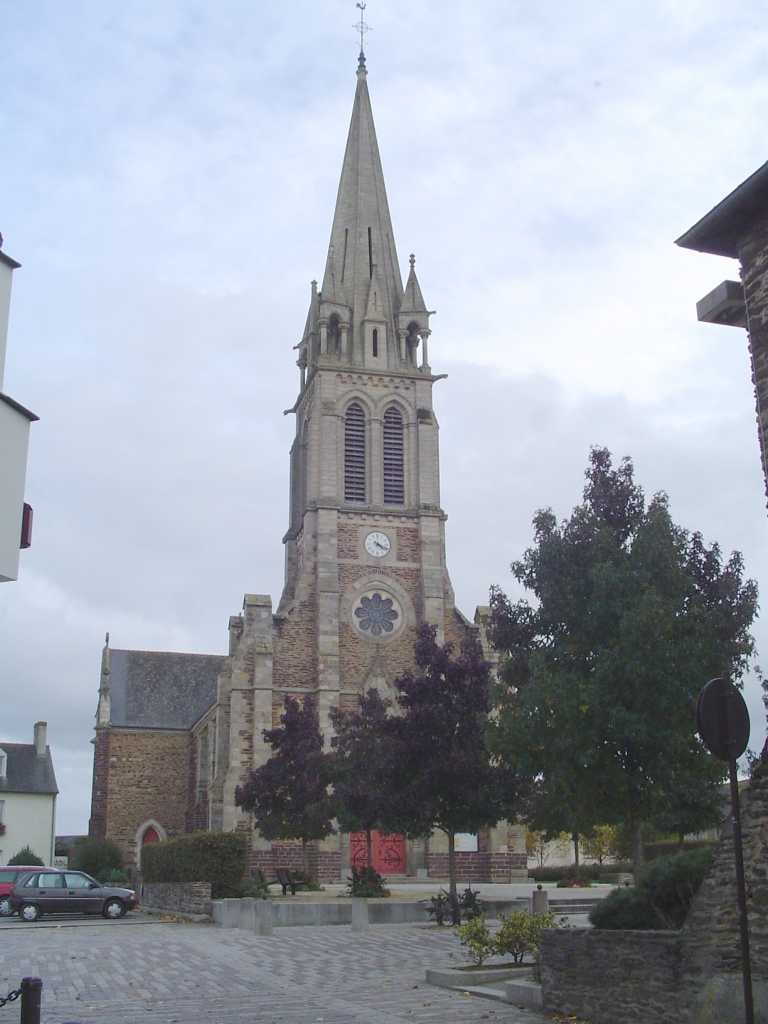
Església de Saint-Martin
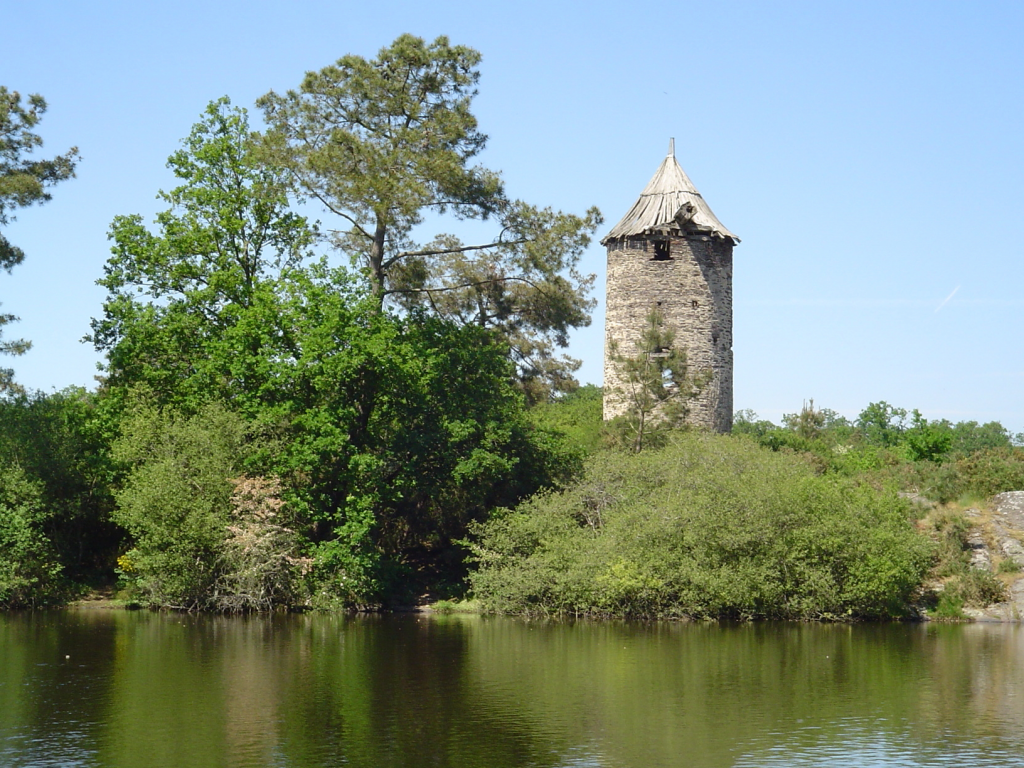
Molí de la Roche
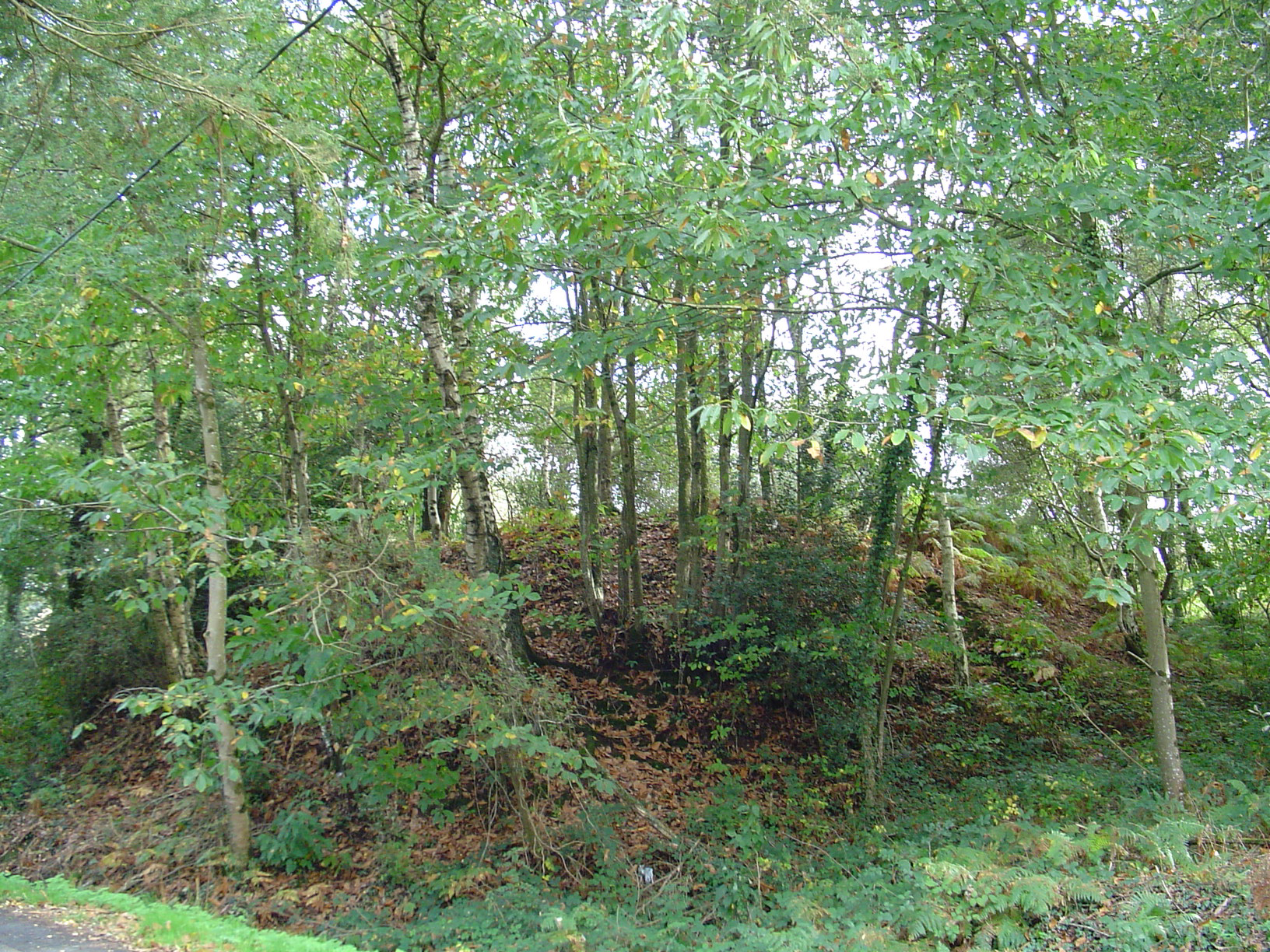
Bosc de Gurmalon